# Ian Curtis
Ian Kevin Curtis (Manchester, 15 de julho de 1956 - Macclesfield, 18 de maio de 1980) foi um cantor, compositor e poeta britânico, vocalista do grupo Joy Division, do qual foi cofundador em 1976, na cidade de Manchester.
Crescido em Hurdsfield (nos arredores de Macclesfield), Ian Curtis era um jovem introvertido de classe média, admirador da música de David Bowie, Lou Reed e Iggy Pop, fanático pela literatura de Kafka e pela poesia modernista. Sofria de epilepsia e um leve grau de agorafobia. Ele muitas vezes usava uma jaqueta onde ele mesmo havia escrito com tinta acrílica laranja "Hate" (ódio) em letras maiúsculas em suas costas.
Em 1976, durante um show dos Sex Pistols no Manchester Lesser Free Trade Hall, Curtis conheceu Peter Hook e Bernard Sumner. Formaram uma banda chamada Warsaw que, posteriormente, rebatizaram como Joy Division. Curtis ocupou a função de letrista e vocalista. As canções que escreveu para o grupo eram sombrias e depressivas, e tratavam sobre a desolação, o vazio e a alienação humana. O curto legado de Curtis se concentrou em dois álbuns de estúdio, Unknown Pleasures, lançado em 1979, e Closer, lançado em 1980 postumamente.
Sua biografia oficial foi publicada em 1995 e escrita por Deborah Curtis, sua própria viúva, intitulada Touching from a distance: Ian Curtis and Joy Division. Esta biografia foi adaptada para o cinema no filme biográfico realizado pelo diretor holandês Anton Corbijn em 2007 sob o título Control, inspirado na canção She's Lost Control. Anteriormente, em 2002, Michael Winterbottom gravou o filme 24 Hour Party People, em tom de comédia, em que Ian Curtis também é representado, embora este filme tenha se centrado mais na figura do produtor musical Tony Wilson, fundador da gravadora com a qual o Joy Division assinou em 1978, Factory Records.
Depois de sua morte, Ian Curtis foi considerado como um dos grandes poetas da história do rock por sua forma convulsiva de dançar junto à sua voz grave, inerte e inexpressiva, e por suas letras obscuras.

## Início de vida

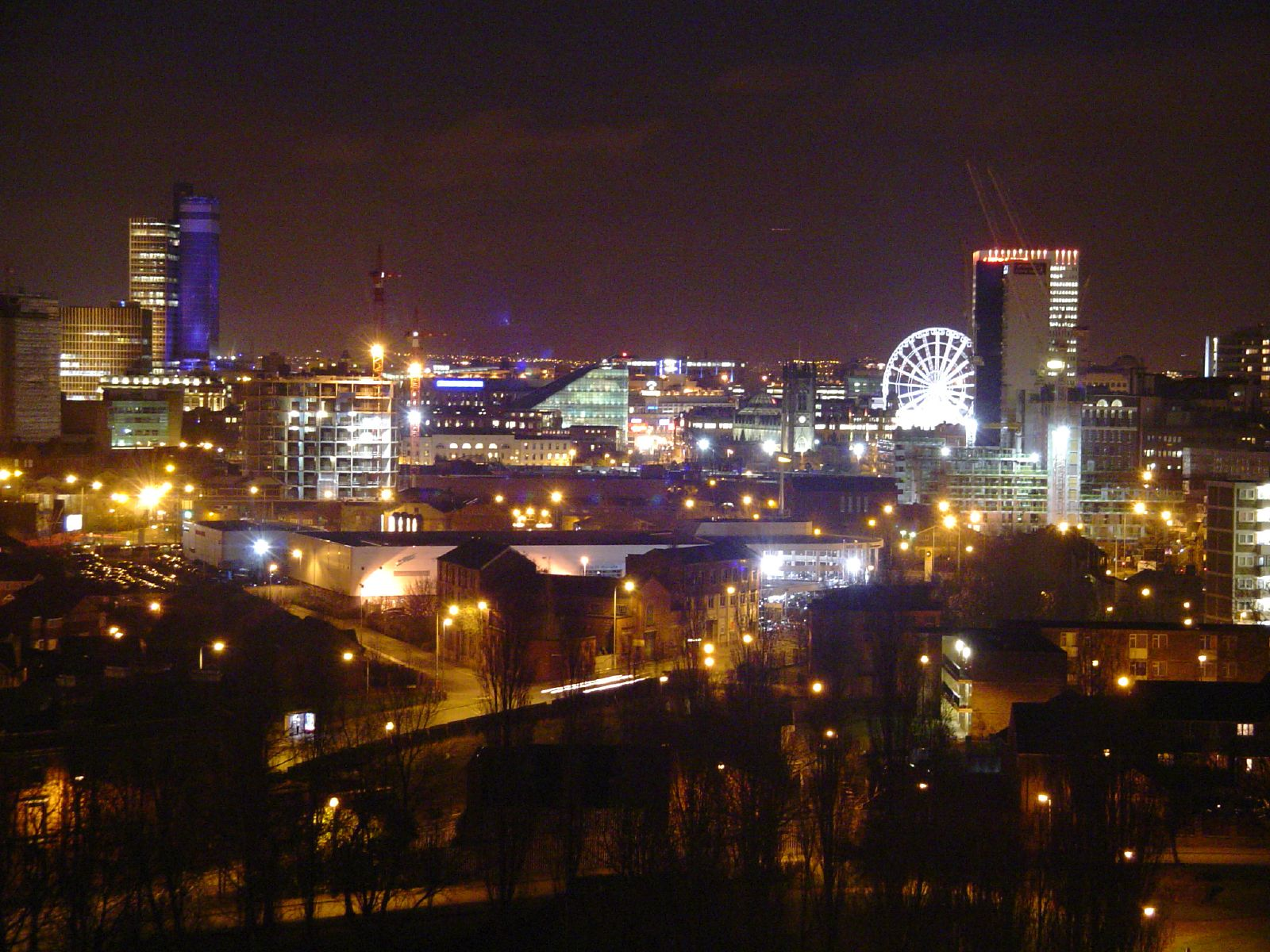
A cidade natal de Ian Curtis, Manchester, em uma vista noturna

Curtis nasceu em 15 de julho de 1956, no Hospital Memorial em Stretford, Lancashire, e cresceu em uma família de trabalhadores em Macclesfield, Cheshire. Ele foi o primeiro de dois filhos de Kevin e Doreen Curtis. Desde tenra idade, Curtis era uma criança estudiosa e inteligente, mostrando um talento particular para a poesia. Ele foi premiado com uma bolsa de estudos aos 11 anos de idade na King's School de Macclesfield. Lá, ele desenvolveu seus interesses por filosofia, literatura e eminentes poetas como Thom Gunn. Enquanto na King's School, ele recebeu vários prêmios escolares em reconhecimento de suas habilidades; particularmente nas idades de 15 e 16 anos. No ano seguinte à formatura de Ian na King's School, a família Curtis comprou uma casa de um parente e mudou-se para New Moston.
Quando adolescente, Curtis optou por realizar serviço social visitando idosos como parte de um programa escolar. Enquanto visitava, ele e seus amigos roubavam qualquer remédio que eles encontrassem e depois os reuniam como um grupo. Em uma ocasião, quando ele tinha dezesseis anos, depois de consumir uma grande dose de Largactil que ele e seus amigos haviam roubado, Curtis foi encontrado inconsciente em seu quarto por seu pai e foi levado ao hospital para ter seu estômago bombeado. Curtis tinha um grande interesse pela música desde os doze anos de idade, e esse interesse se desenvolveu bastante em sua adolescência, com artistas como Jim Morrison e David Bowie sendo seus favoritos, influenciando assim sua poesia e arte. Curtis raramente podia comprar discos, levando-o a roubá-los frequentemente de lojas locais. Em meados da adolescência, Curtis também desenvolveu uma reputação entre os seus amigos como um indivíduo de vontade forte, com um grande interesse na moda.
Apesar das boas notas na King's School, e na St. John's College, onde estudou brevemente, Curtis logo ficou desencantado com a vida acadêmica e abandonou seus estudos para se comprometer a encontrar emprego. Apesar de abandonar seus estudos no St. John's College, Curtis continuou a se concentrar na busca de arte, literatura e música, e gradualmente retirou inspiração lírica e conceitual de temas cada vez mais insidiosos.
Curtis conseguiu um emprego em uma loja de discos no Manchester City Center, antes de obter um emprego mais estável dentro do serviço civil. Seu emprego como funcionário público viu Curtis inicialmente enviado para Cheadle Hulme, onde trabalhou por vários meses com o Ministério da Defesa, antes de conseguir emprego alternativo dentro da Comissão de Serviços da Manpower em um prédio em Piccadilly Gardens. Mais tarde, ele trabalhou como funcionário público em Woodford, na Grande Manchester, embora a seu pedido, aproximadamente um ano depois, tenha sido enviado para a Macclesfield's Employment Exchange, onde trabalhou como Diretor Assistente de Reintegração de Desativação.
Em 23 de agosto de 1975, Curtis se casou com Deborah Woodruff, a quem ele foi apresentado por um amigo, Tony Nuttall. Ian e Deborah inicialmente se tornaram amigos e começaram a namorar em dezembro de 1972, quando ambos tinham 16 anos de idade. Seu serviço de casamento foi realizado na Igreja St. Thomas, em Henbury, Cheshire. Curtis tinha 19 anos e Woodruff 18. Eles tiveram uma filha chamada Natalie, nascida em 16 de abril de 1979. Inicialmente, o casal vivia com os avós de Ian, embora logo após o casamento, o casal tenha se mudado para um bairro de classe trabalhadora em Chadderton, onde pagaram uma hipoteca enquanto trabalhavam em empregos que não gostavam. Em pouco tempo, o casal ficou desiludido com a vida em Oldham e venderam sua casa antes de voltar a viver com os avós de Ian. Logo em seguida, em maio de 1977, o casal mudou-se para sua própria casa em Barton Street, Macclesfield, com uma das salas da propriedade tornando-se coloquialmente conhecida entre o casal como a "sala de composição de canções" de Curtis.

## Joy Division
Em um show do Sex Pistols em julho de 1976 no Lesser Free Trade Hall, em Manchester, Curtis encontrou três amigos de infância chamados Bernard Sumner, Peter Hook e Terry Mason. O trio informou Curtis - que eles tinham visto em shows de punk no The Electric Circus - de suas intenções de formar uma banda, e Curtis os informou de seus esforços recentes para fazer o mesmo, antes de se propor como ambos vocalista e letrista. Inicialmente, Mason assumiu a bateria, mas suas sessões de ensaio foram em grande parte improdutivas, e ele rapidamente se tornou o empresário da banda. O grupo então tentou sem sucesso recrutar vários bateristas antes de escolher Stephen Morris em agosto de 1977. A banda foi mais tarde gerenciada por Rob Gretton, que - tendo já visto Joy Division tocar ao vivo em locais como Rafters - se ofereceu para se tornar seu empresário em 1978.
Inicialmente, a banda se intitulou "Warsaw", do título de uma música do então recente álbum de David Bowie, Low, mas como esse nome conflitava com o de um grupo londrino chamado "Warsaw Pakt", eles renomearam para "Joy Division". Este nome foi derivado do romance de 1955, The House of Dolls, que incluía um campo de concentração nazista com uma ala de escravidão sexual chamada "Joy Division". A capa do primeiro EP da banda retratou um desenho de um jovem hitlerista batendo um tambor e o lado A continha uma canção, "Warsaw", uma narrativa musical da vida do líder nazista Rudolf Hess.
Depois de fundar a Factory Records com Alan Erasmus, Tony Wilson assinou com a banda após a sua primeira aparição no programa de TV que ele apresentou, So It Goes, em setembro de 1978. Esta aparição foi em grande parte provocada por uma carta abusiva enviada a Wilson por Curtis, e viu a banda tocar a música "Shadowplay".
Enquanto se apresentava com Joy Division, Curtis tornou-se conhecido por seu comportamento calmo e desajeitado, e um estilo de dança único, muitas vezes reminiscente das crises epilépticas que ele começou a experimentar no final de 1978. Embora predominantemente cantor, Curtis também tocou guitarra em um punhado de faixas (geralmente quando Sumner tocava sintetizador; "Incubation" e uma versão de "Transmission" foram casos raros em que tanto Sumner quanto Curtis tocavam guitarra). Inicialmente, Curtis usava a Shergold Masquerader de Sumner, mas em setembro de 1979 ele adquiriu sua própria guitarra, uma Vox Phantom VI Special (frequentemente descrita incorretamente como Teardrop ou modelo Phantom comum) que tinha muitos efeitos embutidos usados ao vivo e em estúdio.

## Vida pessoal

### Relacionamentos
Ian Curtis se casou em 23 de agosto de 1975 com a colega de escola Deborah Woodruff. Ele tinha dezoito anos e ela dezessete. A única filha do casal, Natalie, nasceu em 16 de abril de 1979. Sua viúva alegou que, em outubro de 1979, Curtis começou um caso com a jornalista e promotora musical belga Annik Honoré, que ele conheceu em um show realizado em Bruxelas naquele mês. Alegadamente, apesar do fato de que ele por muitos anos exibiu uma atitude um pouco controladora em seu relacionamento (que incluiu a minimização de qualquer oportunidade para a esposa entrar em contato com outros homens), Curtis foi consumido com a culpa por este caso devido a ser casado, e ter uma filha, mas ao mesmo tempo ainda ansiando por estar com Honoré. Em uma ocasião, em 1980, Curtis pediu a Bernard Sumner que decidisse, em seu nome, se ele deveria permanecer com sua esposa ou se teria um relacionamento mais profundo com Honoré; Sumner recusou. Honoré afirmou em uma entrevista em 2010 que, embora ela e Curtis tenham passado extensos períodos de tempo na companhia um do outro, o relacionamento deles era platônico. O fato de não ter consumado relações sexuais com Honoré podia ser relacionado ao pesado tratamento para epilepsia, que trazia a disfunção sexual como efeitos colaterais. Segundo Hook: "a medicação de Ian significava que trepar com qualquer uma estava fora de cogitação".
Os companheiros de banda de Curtis mais tarde lembraram que Curtis começou a ficar um pouco "estranho" e distante deles depois que ele se familiarizou com Honoré, que estava exigindo seu tempo e atenção. Esses fatos ocasionalmente invocam brincadeiras direcionadas a ele e a Honoré por parte deles. Tornou-se vegetariano - provavelmente a pedido de Honoré - embora se soubesse que ele comia carne quando não estava em sua presença.

## Morte

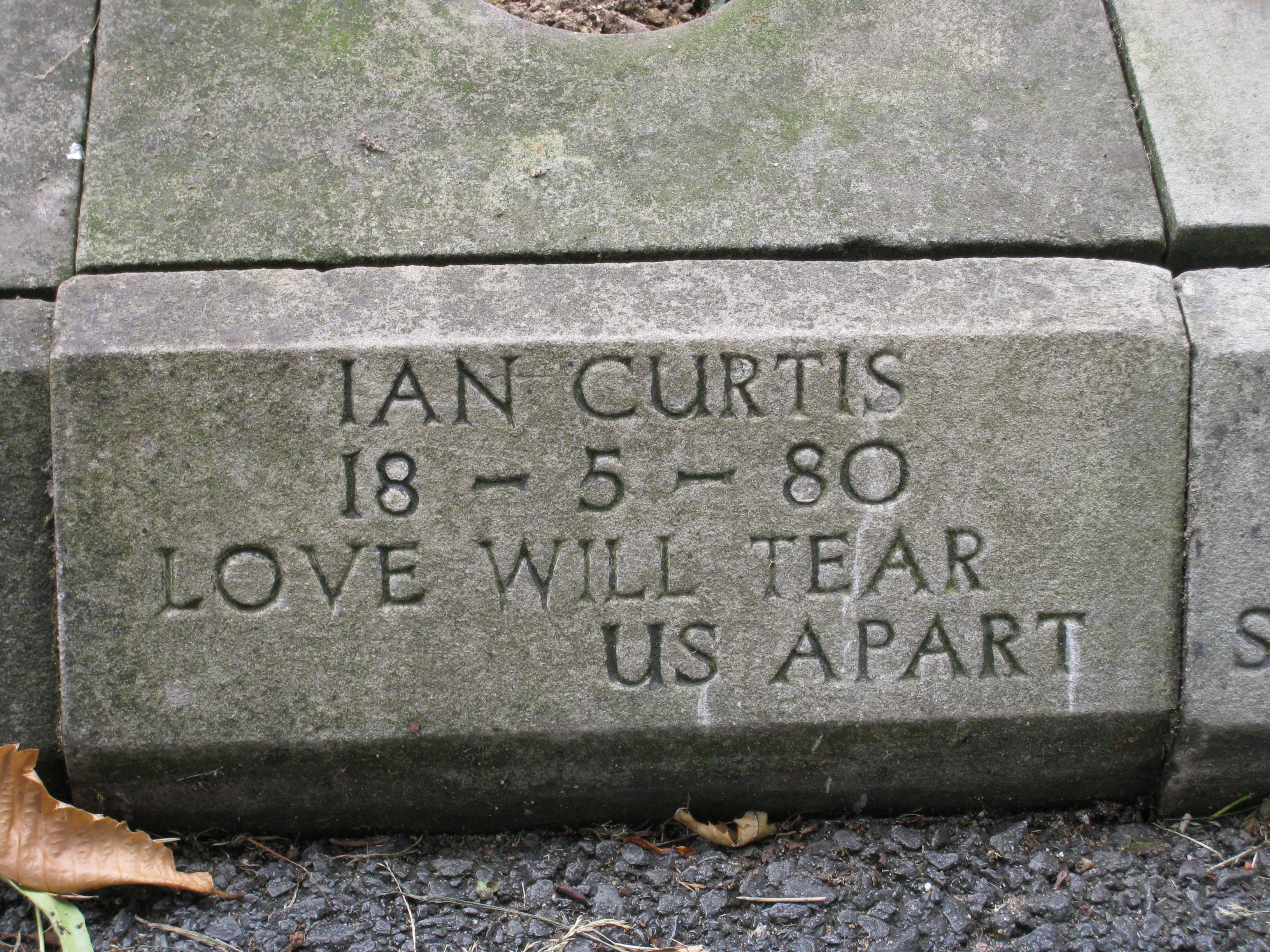
Lápide do pequeno túmulo de Curtis.

A última apresentação ao vivo de Ian Curtis aconteceu no dia 2 de maio de 1980, na Universidade de Birmingham, e aconteceu no mesmo mês de sua morte. Essa apresentação incluiu a primeira e última performance da música "Ceremony" pelo Joy Division — música que depois foi gravada pelo New Order. A última música que Ian Curtis executou frente ao público foi "Digital". A gravação da apresentação pode ser encontrada no álbum de compilações Still.

Os problemas pessoais de Ian Curtis, como o divórcio conturbado com sua ex-esposa e a divulgação pública de seu caso extraconjugal com a jornalista belga Annik Honoré, prejudicaram um pouco sua carreira e diminuíram suas finanças, com o cancelamento de shows, assim como as suas constantes crises epiléticas que estavam prejudicando cada vez mais a sua saúde, além da grave depressão que o acometia desde a adolescência. Estes fatores teriam contribuído para o suicídio de Ian, que se enforcou aos 23 anos de idade com a corda do varal de estender roupas. O seu corpo foi encontrado por sua esposa. 

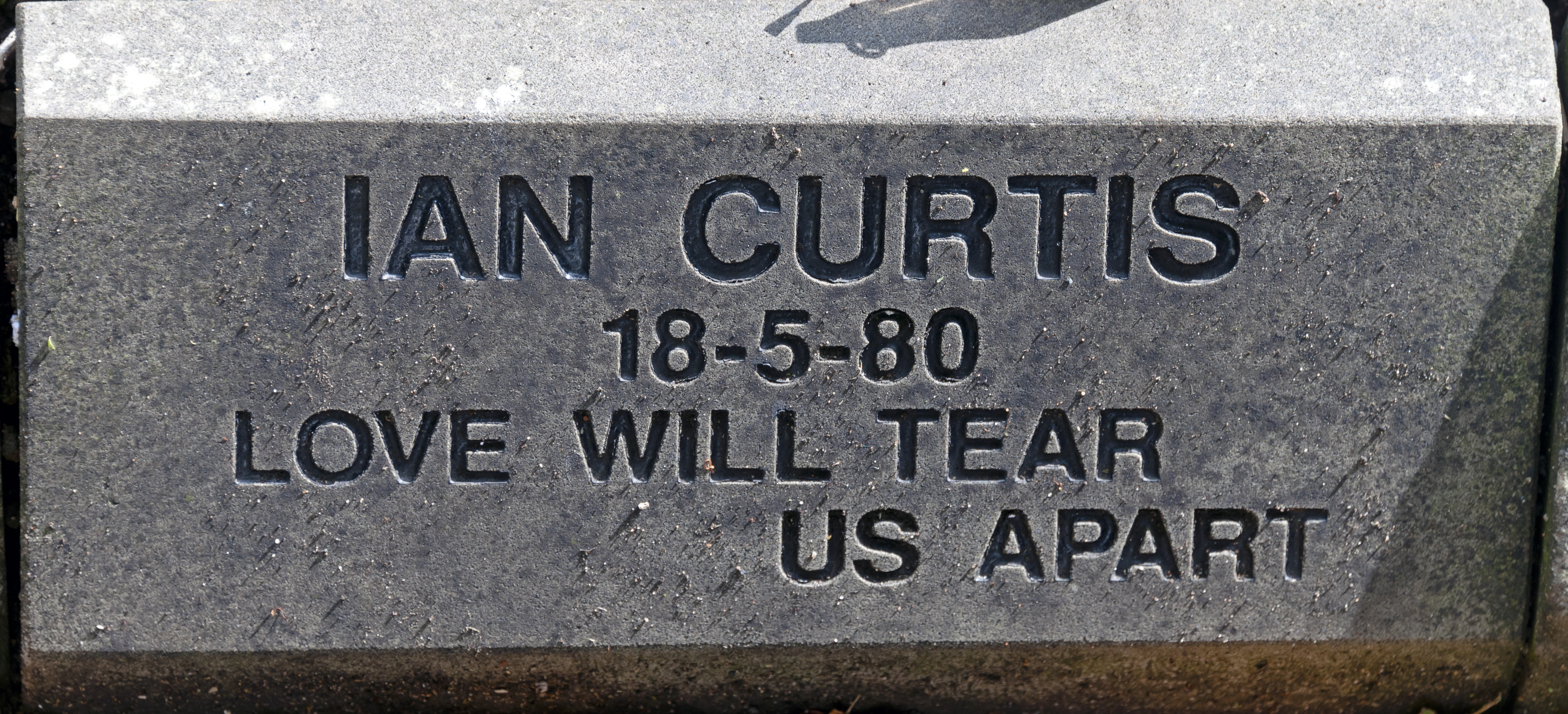
Nova lápide do túmulo de Curtis, a partir de 2008.

De acordo com o livro Touching From A Distance, Ian ingeriu muitos medicamentos para epilepsia, e teve uma overdose medicamentosa, ficando internado num hospital poucos meses antes de sua morte. Acredita-se que tal overdose tenha sido um "pedido de socorro", mas Ian disse a seus companheiros de banda que não havia ingerido os medicamentos de forma intencional. O livro conta que Bernard Sumner levou Ian a um cemitério após sua saída do hospital, para lhe mostrar onde ele poderia ter ido parar caso a overdose tivesse sido fatal.
Na noite do dia 17 de maio, dias antes do início da primeira turnê do Joy Division nos Estados Unidos, Ian assistiu a um de seus filmes favoritos, Stroszek, de Werner Herzog, enquanto ouvia Weeping, momentos antes de se enforcar, falou por telefone com Genesis P-Orridge. E nas primeiras horas da manhã do dia 18 de maio, Ian se enforcou em sua cozinha, utilizando uma corda que sustentava o varal de roupas, segundo se conta, ouvindo o disco The Idiot, primeiro lançamento do cantor norte-americano Iggy Pop. Os pontos de vista e as preferências de Ian Curtis continuam a gerar especulações sobre as reais razões pelas quais ele resolveu tirar a própria vida. Alguns dizem que ele simplesmente desejou morrer jovem. Mas o fato é que Ian já era conturbado em sua adolescência, com pensamentos e ideologias de contracultura, uma mente provavelmente já farta do mundo ao seu redor.
Ian Curtis foi cremado e as suas cinzas foram enterradas em Macclesfield, com uma lápide com a inscrição "Love Will Tear Us Apart" ("O Amor Vai Nos Separar"). O epitáfio, escolhido por sua esposa Deborah, é uma referência à canção mais conhecida do Joy Division. Em 2008, a polícia britânica anunciou que essa lápide foi roubada do cemitério de Macclesfield. As autoridades locais buscaram testemunhas para a investigação, mas, como não há câmeras de segurança no local, o autor do furto não foi descoberto. Pouco tempo depois, a lápide foi substituída.

## Discografia
Álbuns de estúdio
- Unknown Pleasures - 1979
- Closer - 1980